# 内資洞
内資洞（ネジャどう、ネジャドン）は、ソウル特別市鐘路区にある法定洞である。行政洞である社稷洞の管轄下にある。北には体府洞、東には積善洞、南には社稷洞・内需洞、西には弼雲洞と接している。

## 洞名の由来
内資という地名は、朝鮮時代の宮内で使用する米・小麦粉・酒・油・野菜・果実・織物などの供給と宮内の宴会に関する仕事を担当する官庁である内資司から由来した。

## 名所
ソウル地方警察庁が社稷路8ギル31番建物（内資洞201-11番地）に位置する。